# Hedon
Hedon är en stad och civil parish i kommunen East Riding of Yorkshire i England. Orten har 7 100 invånare (2011).